# Max Rasmussen (fodboldspiller)
 Der er flere personer med dette navn, se Max Rasmussen.
Max Kiel Rasmussen (født 11. december 1945 i Lemvig) er en dansk tidligere landsholdsspiller i fodbold, der spiller som midtbane.
Max Rasmussen er født og voksede op som enebarn i Lemvig. Han har aldrig set sin far, som var en tysk soldat. Hans mellemnavn Kiel er efter faderen. Max Rasmussen forlod byen i 1969 for at spille for Herning Fremad, hvor han spillede sæsonen 1969/1970. Derefter kom han til AB 1970-1973 og Vejle Boldklub 1973/1974. Han debuterede på A-landsholdet i en landskamp mod Island kort før OL i 1972, som blev afholdt i Vesttyskland. Han spillede fire af OL-kampene, men disse blev også hans sidste. 
Max Rasmussen kom på idrætshøjskole og læste til lærer. Han bor i dag i Grejs uden for Vejle og arbejder som landskonsulent for børn og unge i DGI og som lærebogsforfatter. Han var tidligere også underviser på Kolding Lærerseminarium og Rønde Højskole.